# Sätra, Sandvikens kommun
Sätra är en bebyggelse i Ovansjö distrikt (Ovansjö socken) i Sandvikens kommun i Gävleborgs län (Gästrikland), belägen strax väster om Sandviken och vid norra stranden av Storsjön. SCB hade före 2015 för bebyggelsen avgränsat två småorter namnsatta till Sätra och Sätra östra. Området räknas från 2015 som en del av tätorten Sandviken.
I och med utbyggnaden av bostadsområdena Björksätra och Stensätra har Sätra knutits samman med Sandvikens tätort och fungerar som ett ytterområde till staden. Mycket av byns gamla bebyggelse finns kvar än idag. Avståndet till centrum är ca 4,5 km.